# 신평동 (구미시)
신평동(新坪洞)은 대한민국 경상북도 구미시의 법정동이다. 신평1동, 신평2동은 행정동이다.

## 역사
- 조선시대 신평동, 도덕동, 덕산동
- 1895년 음력 윤5월 1일 대구부 선산군 하고면 신평동, 도덕동, 덕산동, 자죽동 일부, 상고면 원평동 일부[1]
- 1896년 8월 4일 경상북도 선산군 하고면 신평동, 도덕동, 덕산동, 자죽동 일부, 상고면 원평동 일부[2]
- 1914년 4월 1일 경상북도 선산군 구미면 신평동[3]
- 1963년 1월 1일 선산군 구미읍 신평동
- 1973년 3월 10일 공단 조성으로 신부동, 낙계동 주민 246세대를 이주하여 신평3동을 설치하였다.
- 1977년 3월 2일 경상북도 구미출장소(선산군 구미읍) 광평지소 관할
- 1978년 2월 15일 경상북도 구미시 신평동
  - 신평1동, 신평2동을 신평1동으로 합동하고, 신평3동을 신평2동으로 개칭하였다.
- 1982년 12월 31일 공단동 일부(장한, 우석아파트 일원)를 편입하였다.

## 교육 기관
- 구미신평중학교(신평2동)
- 신기초등학교(신평2동)
- 구미신평초등학교(신평1동)